# Neodythemis campioni
Neodythemis campioni är en trollsländeart som först beskrevs av Friedrich Ris 1915.  Neodythemis campioni ingår i släktet Neodythemis och familjen segeltrollsländor. IUCN kategoriserar arten globalt som livskraftig. Inga underarter finns listade i Catalogue of Life.